# 平維衡
平 維衡（たいら の これひら）は、平安時代中期の武将。平貞盛の四男。官位は従四位上・下野守、伊勢守、上野介、常陸介。伊勢国に地盤を築き、伊勢平氏の氏祖となった。

## 経歴
『権記』の長徳4年（998年）12月14日条によると、維衡は遥任の国司として下野守在任中であったが、伊勢国神郡において同族の平致頼（維衡の又従兄弟）と合戦を繰り広げた為、後に両者ともに朝廷に召し出され尋問を受け、維衡は過状（詫び状）を提出し淡路国へ移郷となった。この話は『今昔物語集』第13巻の「平維衡、同致頼、合戦をして咎を蒙る語」にも取られ、こちらにはそれぞれに悪く告げ口する者がいて争いにまで発展したとされている。
その後間もなく召還され寛弘3年（1006年）1月28日の除目で右大臣・藤原顕光が伊勢守に推挙するが、「同族である致頼と伊勢国における覇権を巡り、数度に渡って抗争を展開していた」ことを理由に左大臣・藤原道長が強硬に反対する。このため担当の係も任官手続きを行わなかったが、何らかの手違いで維衡の名が書き入れられた状態で清書、奏上されてしまった。そのまま一条天皇の裁可が下ったため訂正することもできず、道長も承認せざるを得なかった。このような経緯があったためか、維衡は僅か2か月で伊勢守の任を解かれている。その後、長和年間から治安年間（1012年‐1023年）にかけて上野介、備前守、常陸介を歴任している。
治安3年（1023年）には、筑前守平理義が「帥の納所等」を検封し、それを管理していた故・源経房の妻に対し印鑰を引き渡すように責め立てる事件が発生し、平維衡が派遣された。
没年は不明であるが、『尊卑分脈』には85歳で卒去したと記されている。『小右記』の長元4年（1031年）9月20日条に維衡の息子の安房守正輔との争いについての罪名勘申の記録を最後に維衡の名が途絶えている事からその時までは在命していた可能性が高い。『古事談』には維衡の出家が書かれているが、出家の真実は不明である。
なお、伊勢国における争いはそれぞれの子息（維衡の子正輔と致頼の子致経）の代にまで引き継がれるが、致経が比叡山横川で出家し亡くなるに及んで維衡一派の覇権が確立し伊勢平氏として発展する。後に維衡の系統から平清盛が出て最盛期を築くことになる。

## 人物
大江匡房の『続本朝往生伝』の中でも一条天皇の時代の代表的な武士として源満仲、源満正、源頼光、平致頼と共に維衡の名が「天下之一物」として挙げられている。鎌倉時代の説話集『十訓抄』には優れた武士として河内源氏の祖である源頼信、藤原保昌、平致頼と並んで挙げられている。この四人がもし互いに相争うのならば必ず命を失うはずだと書かれている。ただし、前述したように平致頼とは伊勢国内において武力衝突しているが、双方はその後の活躍が確認されている。
万寿元年（1024年）には、常陸国の相撲人・公候有恒が殺害されたが、有恒の同族・公候常材と平維衡が互いに互いが犯人だと論争になった。真相は、任期切れ直前の維衡が有恒を殺害し、彼の妻をして犯人は常材であると言わせていた。このように、維衡は当時の受領国司と変わらず無道な収奪吏であった。

## 系譜
- 父：平貞盛
- 母：不明
- 妻：陸奥国住人長介女[3]（陸奥権掾吉弥侯部広野女？[1]）
  - 男子：平正度
- 妻：源満快女[4]
  - 男子：平正済
- 生母不明の子女
  - 男子：平正輔（正扶）
  - 男子：平正能